# Istituto tecnico commerciale "Raffaele Piria"
L'Istituto tecnico commerciale "Raffaele Piria" (o in modo più esteso  Istituto tecnico "Raffaele Piria - Galileo Ferraris - Attilio Da Empoli") è un istituto scolastico storico di Reggio Calabria, fondato nel 1875. L'edificio recente è stato realizzato dopo il terremoto che ha colpito il territorio nel 1908 su progetto di Camillo Autore a partire dal 1913 in sostituzione della sede precedente ed è tutelato come bene architettonico.

## Storia
L'istituto fu la prima scuola superiore fondata a Reggio Calabria dopo la nascita del Regno d'Italia. Ebbe quattro sezioni di agronomia, economia industriale, economia commerciale e marina mercantile con un primo biennio comune anche in altri istituti presenti in Calabria, Puglia, Sicilia e Abruzzo. Il primo anno oltre al preside furono impegnati 15 docenti e gli alunni furono cinquanta.
L'inaugurazione avvenne nel 1876 e come sede venne utilizzato un convento carmelitano del XV secolo e anche edifici come forni pubblici attivi sino alla metà del XIX secolo. La prima dedicazione ufficiale fu per Raffaele Piria, senatore del Regno, al quale fu dedicato un busto in marmo, opera di Rocco Larussa ancora conservata nell'aula magna.
Durante il terremoto di Messina del 1908 che colpì anche Reggio la sede fu danneggiata gravemente e fu necessario il trasferimento in una costruzione provvisoria in legno. Con la ricostruzione post-sisma del 1913 fu approvato il nuovo progetto elaborato da Camillo Autore per la sua ricostruzione ma lo scoppio della prima guerra mondiale bloccò il cantiere e fu solo con la fine del conflitto che ripresero i lavori. La solenne inaugurazione avvenne alla presenza del sindaco e dell'allora ministro del Tesoro Giuseppe de Nava all'inizio del 1922. Con la ripresa delle attività didattiche la nuova sede ospitò per un breve periodo anche il liceo scientifico Leonardo da Vinci, istituito il 1 ottobre 1924. Dall'anno scolastico 2018/19 è stato accorpato all'Istituto tecnico economico "Raffaele Piria-Ferraris/Da Empoli ".

## Descrizione

### Esterni
Edificio presenta una pianta a forma di C con ingresso principale in via Piria 2. La facciata si suddivide in due piani superiori con il piano seminterrato che appare come basamento con finestre. Le decorazioni che arricchiscono la facciata anteriore proseguono anche nelle ali dell'edificio e poi continuano semplificate lungo le pareti del cortile interno.

### Interni
La struttura interna comprende aule disposte su tre piani, compreso quello parzialmente interrato. Di particolare interesse è l'archivio storico dell'istituto con la sua biblioteca. Il fondo che vi è conservato riguarda il periodo compreso tra il 1875 e il 2002 ed è stato riordinato nell'anno scolastico 2018-2019. La prima documentazione risale al momento della fondazione dell'istituto e conteneva in origine anche i volumi della biblioteca del comune e quelli prima presenti in alcuni conventi di Reggio Calabria che erano stati soppressi. Conserva circa dodicimila testi importanti e storici.

### Plesso ITES GALILEO FERRARIS
Situato nella zona sud della città, è rilevante evidenziare la presenza di laboratori di informatica a servizio, in particolar modo, dell'indirizzo Sistemi informativi aziendali.